# Eduard-Sueß-Medaille
Die Eduard-Sueß-Medaille (auch Eduard-Sueß-Gedenkmünze) ist ein Preis der Österreichischen Geologischen Gesellschaft. Die Inhaber sind gleichzeitig Ehrenmitglieder der Gesellschaft.
Er ist nach Eduard Suess benannt, von dem etwa die Begriffe der Tethys und von Gondwana für die Geowissenschaften geprägt wurden.

## Inhaber der Eduard-Sueß-Gedenkmünze/Medaille
- 1918 Albert Heim
- 1930 Friedrich Johann Karl Becke
- 1937 Otto Ampferer, Franz Eduard Suess
- 1952 Josef Stiny, Hans Stille
- 1956 Wilhelm Petrascheck
- 1958 Leopold Kober, Bruno Sander, Rudolf Staub
- 1964 Roland Brinkmann
- 1971 Dimitrij Andrusov
- 1980 Eberhard Clar
- 1983 Franz Kahler
- 1985 Rudolf Trümpy, Martin F. Glaessner
- 1989 Alexander Tollmann, Siegmund Prey
- 1993 Rudolf Oberhauser
- 1994 Helmut W. Flügel
- 1999 Christof Exner
- 2006 Godfrid Wessely
- 2007 Erich Thenius
- 2008 Wolfgang Schlager
- 2012 Wolfgang Frank
- 2014 Wolfgang Frisch
- 2016 Werner Piller
- 2017 Herbert Stradner
- 2018 Lothar Ratschbacher
- 2019 Fritz F. Steininger
- 2020 Celâl Şengör
- 2024 Franz Neubauer[1]